# Kit Carson (attore)
Kit Carson, pseudonimo di Elias Boris Bullock (1899 – San Diego, 11 febbraio 1978), è stato un attore russo naturalizzato statunitense.

## Biografia
Emigrato negli Stati Uniti e trasferitosi a Los Angeles, dopo alcuni ruoli come comparsa diventò protagonista di alcuni film western, scegliendo lo pseudonimo di Kit Carson (traendo l'idea dal nome dell'omonimo esploratore). Per lo più diretti da Robert J. Horner negli anni venti, sono considerati, insieme a quelli realizzati da Tom Mix, Buck Jones e George O'Brien, tra i capostipiti del genere; anche John Ford li ricordava e li apprezzava, esprimendolo in varie occasioni.
In questi film (di cui alcuni sono andati perduti) Carson interpreta l'eroe buono che risolve la situazione: in Walloping Kid di Pauline Curley, ad esempio, è un contadino che combatte contro un gruppo di fuorilegge, infiltrandosi nella banda. Cercò, alla fine del decennio, di staccarsi dal genere western cambiando il nome d'arte in William Barrymore e girando altri film come Millionaire Orphan e The Secluded Roadhouse. Con l'avvento del cinema sonoro, come successe a molti altri attori poco fonogenici, conobbe un momento di crisi; recitò comunque ancora, usando il suo vero nome. Nel 1935 abbandonò per qualche tempo la carriera di attore per dedicarsi alla politica, diventando anche deputato. Ritornò al cinema negli anni quaranta, riprendendo il vecchio pseudonimo, in ruoli minori e, con il passar del tempo, sempre più ridotti.

## Filmografia parziale

### Cinema
- His Greatest Battle, regia di Robert J. Horner (1925)
- Cowboy Courage, regia di Robert J. Horner (1925)
- Walloping Kid, regia di Pauline Curley (1926)
- The Secluded Roadhouse (come William Barrymore) (1927)
- Forbidden Trails, regia di Robert J. Horner (1928)
- Lightning Range, regia di Denver Dixon (1933)
- Rawhide Romance, regia di Victor Adamson (1934)
- Le schiave della città (Lady in the Dark) (1944)
- Obiettivo Burma! (Objective, Burma!) (1945)
- Shadows Over Chinatown  (1946)
- Dangerous Money, regia di Terry O. Morse (1946)
- Mr. Hex (1946)
- La storia di Pearl White (The Perils of Pauline) (1947)
- Il naufragio dell'Hesperus (The Wreck of the Hesperus) (1948)
- I banditi di Poker Flat (The Outcasts of Poker Flat) (1952)
- Fangs of the Arctic (1953)
- La tunica (The Robe) (1953)
- La città del fuorilegge (City of Bad Men) (1953)
- The Lonesome Trail (1955)
- La signora dalle due pistole (Two-Gun Lady) (1955)
- Il giro del mondo in 80 giorni (Around the World in Eighty Days) (1956)
- Psyco (Psycho) (1960)

### Televisione
- Schlitz Playhouse of Stars – serie TV, episodio A Tale of Wells Fargo (1956)
- Tales of Wells Fargo – serie TV, 14 episodi (1957-1962)